# Sky 3D
Sky 3D war ein Fernsehsender der Sky Deutschland AG. Er sendete ausschließlich 3D-Inhalte.

## Geschichte
Sky 3D startete am 13. Oktober 2010 über Satellit und bei  Kabel BW im Regelbetrieb, nachdem zuvor schon ein Spiel der Deutschen Fußball-Bundesliga testweise ausgestrahlt worden ist. Der Sender war 3 Monate lang für alle Kunden frei empfangbar. Seitdem konnte der Sender kostenlos freigeschaltet werden. Die Sendezeiten war meist zwischen 11 und 24 Uhr, während in der sendefreien Zeit Trailer gezeigt wurden. Ab Sommer 2013 musste eine einmalige Freischaltgebühr von 29,90 € gezahlt werden. Sky 3D wurde zum 1. Juli 2017 eingestellt.